# Subcarpații Prahovei
Subcarpații Prahovei sunt situați între Slănicul Buzăului și valea Dâmboviței. Sunt caracterizați prin existența unor culmi paralele fragmentate de văi adânci și despărțite de o serie de depresiuni sinclinale.